# Mut'a
Nació en Córdoba y fue una cantante y poetisa árabe-andalusí del siglo IX.

## Biografía.
Fue esclava del célebre cantor Ziryab, del que aprendió a cantar y el arte de la poesía. Ziryab tenía gran relevancia por ser difusor en Al-andalus de las modas y modos orientales en música, poesía, cocina, etiqueta…. Su influencia no solo se ejercía a través de su ejemplo y arbitraje sino por medio de sus hijas y esclavas, a las que enseñaba su arte. Una de ellas era Mut´a.
Mut´a actuaba con frecuencia en reuniones presididas por el emir Abd Ar-Rahman II, unas veces sirviendo la bebida y otras cantando. Cuando esta se dio cuenta de que el emir estaba interesado en ella, dejó ver que ella le correspondía, pero el príncipe quería ocultarlo. Se dice que aquí fue cuando Mut´a le escribió y cantó unos versos mostrando su amor por Abd Ar-Rahman. Cuando el cantor Ziryab se dio cuenta de esto decidió regalar la esclava al emir.
El emir Abd Ar-Rahman tenía un gran aprecio hacia Mut´a.

## Obra.
Los versos que se conservan son al emir Abd Ar-Rahman II, precisamente, declarando su amor. No está probado que los compusiera ella, pero se la considera su autora.